# ألبرت واترس
ألبرت واترس (8 مايو 1902 في المملكة المتحدة - 28 يونيو 1985) (بالإنجليزية: Albert Waters)‏ هو لاعب كريكت بريطاني (وحمل سابقاً جنسية المملكة المتحدة لبريطانيا العظمى وأيرلندا). لعب مع نادي مقاطعة غلوستر للكريكت ‏ وWiltshire County Cricket Club ‏.

## وصلات خارجية
- ألبرت واترس على موقع إي آس بي آن كريك إنفو (الإنجليزية)